# Provinz Luang Namtha

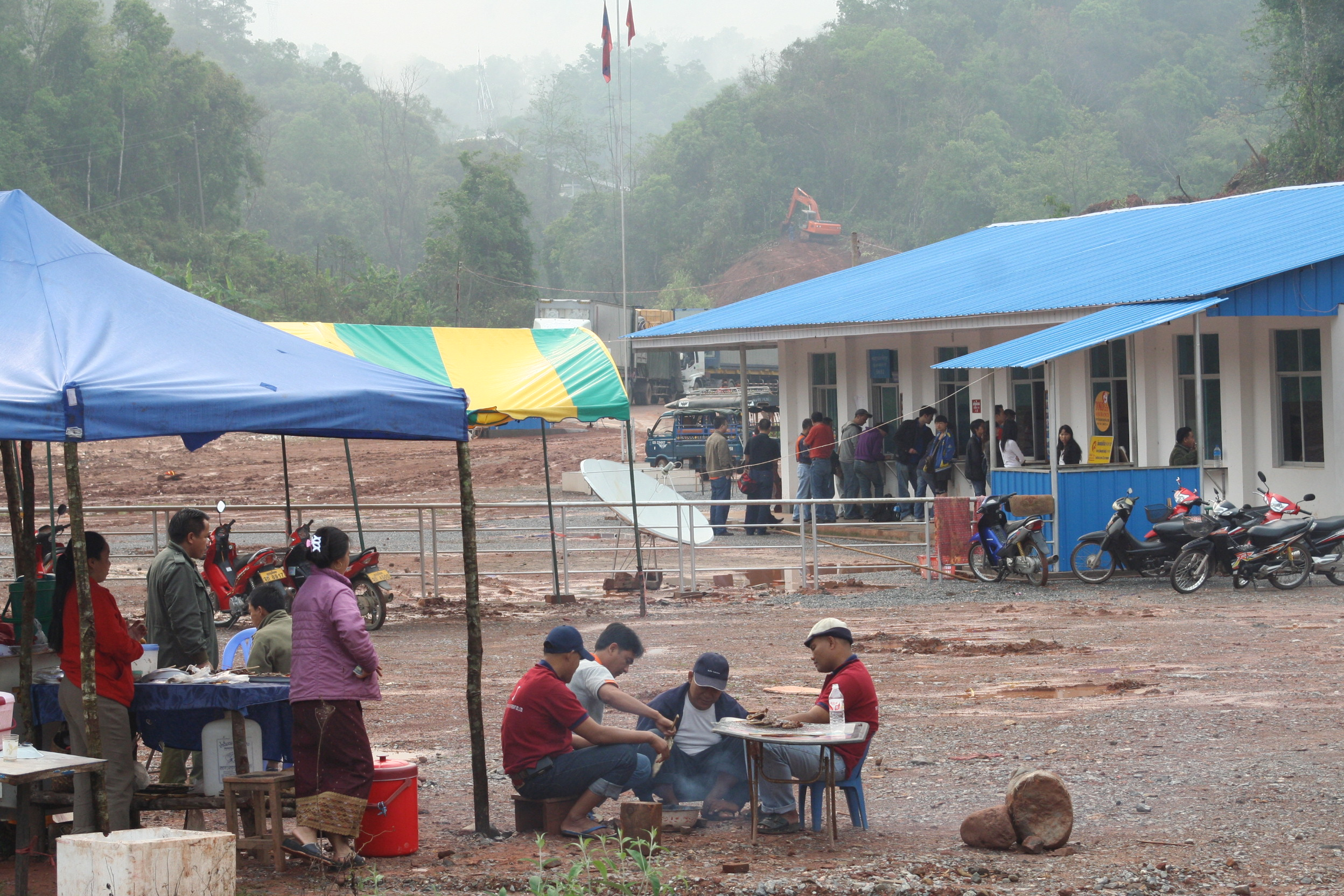
Grenzübergang nach China bei Boten

Luang Namtha (laotisch ແຂວງຫຼວງນໍ້າທາ, Khwaeng Luang Namtha), auch Louang Namtha, ist eine Provinz im Norden von Laos. Sie hat 199.000 Einwohner (Stand: 2020).
Von 1966 bis 1976 bildete sie zusammen mit Bokeo die Provinz Houakhong. Die Mehrheit der Bevölkerung in der Provinz sind keine Lao oder verwandte Tai-Völker, sondern gehören Ethnien an, die als Lao Soung („Hochland-Laoten“) oder Lao Theung („Berghang-Laoten“) bezeichnet werden.

## Geographie
Die Provinz grenzt im Südwesten an die Provinz Bokeo, im Südosten an die Provinz Oudomxay, im Nordwesten an den Shan-Staat von Myanmar und im Nordosten an den autonomen Bezirk Xishuangbanna der chinesischen Provinz Yunnan. In Boten befindet sich ein Grenzübergang nach China.
Der Mekong bildet die Grenze im Nordwesten, drei große Flüsse fließen nach Westen und Süden und münden dann in den Mekong: der Nam Tha, der Nam Fa und der Nam Long.
Einer der schönsten und spektakulärsten unberührten Monsunwälder von Laos befindet sich in Luang Namtha. Dieser ist teilweise durch die Nam Ha National Biodiversity Conservation Area geschützt, die einen Großteil der Fläche der sehr dünn besiedelten Provinz ausmacht. Das Schutzgebiet wurde für Ökotouristen unter Mithilfe von Nachbar- und westlichen Staaten sowie internationalen Organization geschaffen.

## Verkehr
Die Provinz Luang Namtha wird von der Nationalstraße 3 und von der Nationalstraße 13 durchquert. Die Nationalstraße 13 führt zur Grenze in Boten, die eine Verbindung über die Stadt Mohan nach Südchina ermöglicht. Lastwagen aus China kommend verladen dann in Xien Kok ihre angeblich meist aus Schmuggelgut bestehenden Waren in Boote, welche sie dann über den Mekong weiter nach Süden transportieren.
Seit 2021 führt die China-Laos-Eisenbahn durch die Provinz.
Lao Airlines verbindet dreimal wöchentlich den Flughafen Luang Namtha (IATA-Code LXG) mit der Hauptstadt Vientiane.

## Verwaltungseinheiten
Die Provinz besteht aus den folgenden Distrikten (Muang):
| Code  | Distrikt                    | Lao    | Lage der Distrikte Luang Namthas |
| 03-01 | Namtha                      | ນໍ້າທາ   | Lage der Distrikte Luang Namthas |
| 03-02 | Sing                        | ສິງ     | Lage der Distrikte Luang Namthas |
| 03-03 | Long                        | ລອງ    | Lage der Distrikte Luang Namthas |
| 03-04 | Viangphoukha (Viengphoukha) | ວຽງພູຄາ | Lage der Distrikte Luang Namthas |
| 03-05 | Nale (Nalae)                | ນາແລ   | Lage der Distrikte Luang Namthas |